# 郭蕙雯
郭蕙雯（1978年8月12日—），新加坡影视女演员，新传媒私人有限公司部头合约女艺人。2001年，參加优頻道（和新传媒合并前）主办的《新卧虎藏龙》新秀比赛出道，第一部電視劇演出为《奇妙人生之感冒男女》。22岁之龄出道，以《小娘惹》嫉妒心重的“黄珍珠”，《难兄烂弟》的“如意”和《当我们同在一起》的“黄金好"为经典角色。

## 个人背景

### 学历
- 郭蕙雯毕业于新加坡国立大学。

## 演艺生涯

### 出道前
2001年，郭蕙雯参与优频道主办的选秀节目《新卧虎藏龙》。

### 2001年：首部电视剧《奇妙人生之感冒男女》、出道
2001年，郭蕙雯参与了《奇妙人生之感冒男女》，《胜劵在握》两部电视剧的演出，并以《奇妙人生之感冒男女》为出道作品。

### 2002年至2003年：出演电视剧《人生导火线I之无良神琨》、主演电视剧《转捩点II》
2002年，郭蕙雯在电视剧《人生导火线I之无良神琨》饰演第三女主角。
2003年，郭蕙雯凭电视剧《转捩点II》升级成为第二女主角，同时被新加坡的观众认识。

### 2004年至2005年：首次担任女主角《Perception》，主演电视剧《水母计划》、《完美女人》、《爱的掌门人》
2004年初在《Perception》中第一次担任第一女主角。后在《水母计划》和《完美女人》饰演女主角。
2005年，在电视剧《爱的掌门人》中再度饰演女主角。

### 2006年至2007年：主演新加坡剧《蓝色仙人掌》
2006年，在电视剧《蓝色仙人掌》中出演第二女主角招萃评。
在2007年红星大奖入围最佳女配角（手足）和荧幕玉女掌门人。

### 2008年至2013年：演艺生涯创新高峰、出演新加坡剧《小娘惹》，主演新加坡剧《难兄烂弟》、《当我们同在一起》
2008年，新传媒为纪念8频道45周年而筹备拍摄台庆剧《小娘惹》，以南洋独特的土生华人文化为背景的年代剧，并被称为新加坡版《大长今》。郭蕙雯接获“珍珠”一角。剧集在年底播出引起空前绝后的回响，《小娘惹》收视率节节攀升，大结局以33.8%的收视率打破了本地电视剧15年的收视纪录，也冲出本地市场，让郭蕙雯获得前所未有的人气。剧中的“珍珠”不讨喜，成为了郭蕙雯出道的第一个代表作品，并且奠定了她在新传媒的地位。
在2009年的红星大奖，郭蕙雯凭电视剧《小娘惹》获“最佳女配角”提名。2009年参与电视剧《难兄烂弟》，饰演第一女主角如意。

### 2014年至2019年：出演《我们一定行！》
2014年，离开荧幕一年的郭蕙雯产后复出，以部头约的方式接拍《我们一定行！》；她在这部戏首次尝试喜剧角色，饰演脸上有疤的“小贩之花”。

### 2020年至今：出演《医生不是神》
2022年，参演本地的医疗长寿剧《医生不是神》以及灵异剧《灵探》。

## 影视作品

### 电视剧
| 年份 | 剧名                   | 角色                 | 备注           |
| ---- | ---------------------- | -------------------- | -------------- |
| 2023 | 送餐英雄               | 芳姐                 | 主演           |
| 2023 | 只此一家               |                      | 客串           |
| 2022 | 医生不是神             | 方若欣               | 客串           |
| 2022 | 你也可以是天使4        |                      | 女配角         |
| 2022 | 别来无恙（电视剧)      |                      | 客串           |
| 2021 | 邻里帮                 | Vivian               | 客串           |
| 2021 | 人心鑒定師             | Belinda              | 客串           |
| 2020 | 森林生存记             | Sophie               | 客串           |
| 2019 | 天空渐渐亮             | 方楚琳               | 女配角         |
| 2019 | Last Madame            | Madam Lam            | 女配角         |
| 2019 | 警徽天职5之海岸卫队    | Ruby                 | 女配角         |
| 2019 | 北京到莫斯科           | 林美玲               | 女配角         |
| 2019 | 我的左邻右里           | Alvery               | 客串           |
| 2019 | 阴错阳差-时辰到        | 温騎                 | 女配角         |
| 2019 | 谢谢你出现在我的行程里 | 碗思玲               | 女配角         |
| 2018 | 西瓜甜不甜             | Elsie                | 客串           |
| 2018 | 新生                   | Ann                  | 女配角         |
| 2018 | 不平凡的平凡           | 阿泥（Annie）        | 客串           |
| 2018 | 入侵者                 | 顺天妈妈             | 客串           |
| 2017 | 知星人                 | 许欣梅               | 女配角         |
| 2017 | 相信我                 | 周嘉仪               | 女配角         |
| 2016 | 118 II                 | 沈家慧               | 客串           |
| 2016 | 勾魂使者               | Alice                | 客串           |
| 2016 | 美味下半场             | Ivy                  | 女配角         |
| 2016 | 家有一保               | 蔡淑梅               | 第一女主角     |
| 2015 | 志在四方II             | 许美玲               | 特别演出       |
| 2015 | 人生无所畏             | Jane Seah （谢贞欣） | 女配角         |
| 2015 | 流氓律师               | 刘菲菲               | 女配角         |
| 2015 | 分手快乐               | Mabel                | 特别演出       |
| 2015 | 我的宝贝机密           | 明嫂                 | 女配角         |
| 2014 | 我们一定行             | 何云之               | 女配角         |
| 2012 | 那一年我们拎着雨       | 秋燕萍               | 女配角         |
| 2012 | 孤男寡女               | 宋仪仪               | 女配角         |
| 2011 | 星洲之夜               | 宋桥儿               | 三大女主角之一 |
| 2011 | 渔米人家               | 素小玉               | 第一女主角     |
| 2011 | 边缘父子               | Ivy                  |                |
| 2010 | 走进走出               | 昭拧                 | 两大女主角之一 |
| 2010 | 三个女人一个宝         | 翠梽情               | 三大女主角之一 |
| 2009 | 当我们同在一起         | 黄金好               | 两大女主角之一 |
| 2009 | 难兄烂弟               | 如意                 | 第一女主角     |
| 2009 | 书包太重               | 林羽萱               | 女配角         |
| 2009 | 未来不是梦             | 李珊珊               | 女配角         |
| 2008 | 心花朵朵开II           | 玉美味               | 女配角         |
| 2008 | 小娘惹                 | 黄珍珠               | 女主角之一     |
| 2008 | 心花朵朵开             | 玉美味               | 女配角         |
| 2007 | 男人当家               | 谈亿敏               | 女配角         |
| 2007 | 手足第二部             | 招水灵               | 女配角         |
| 2007 | 手足第一部             | 招水灵               | 女配角         |
| 2007 | 最高点                 | 林泷惠               | 女配角         |
| 2006 | 星闪闪                 | 徐玲                 | 女配角         |
| 2006 | 蓝色仙人掌             | 招萃评               | 两大女主角之一 |
| 2006 | 至尊红颜               | 吴烟彬               | 女配角         |
| 2005 | 拥抱明天               |                      | 女配角         |
| 2005 | 有福                   | 秋荣                 | 女配角         |

## 獎項纪录

### 演技獎項
| 年份 | 頒獎典禮            | 獎項       | 劇集           | 角色   | 結果 | 备注         |
| ---- | ------------------- | ---------- | -------------- | ------ | ---- | ------------ |
| 2007 | 第14届 红星大奖2007 | 最佳女配角 | 手足           | 招水灵 | 提名 | 评审高度评价 |
| 2009 | 第15届 红星大奖2009 | 最佳女配角 | 小娘惹         | 黄珍珠 | 提名 | 评审高度评价 |
| 2010 | 第16届 红星大奖2010 | 最佳女主角 | 当我们同在一起 | 黄金好 | 提名 |              |

### 网络奖项
| 年份   | 颁奖典礼            | 奖项           | 代表作品 | 结果 |
| ------ | ------------------- | -------------- | -------- | ---- |
| 2007年 | 第14届 红星大奖2007 | 荧幕玉女掌门人 | 不適用   | 提名 |

### 人气奖项
| 年份 | 颁奖典礼            | 奖项               | 结果 |
| ---- | ------------------- | ------------------ | ---- |
| 2011 | 第17届 红星大奖2011 | 十大最受欢迎女艺人 | 提名 |

## 外部連結
- 郭蕙雯的Instagram帳戶
- 郭蕙雯的X（前Twitter）
- 郭蕙雯的Facebook專頁
- 郭蕙雯在豆瓣上的资料（简体中文）